# Baureihe G
Baureihe G – elektryczny zespół trakcyjny produkowany w latach 1974 –1989 dla metra w Berlinie. Wyprodukowano 123 zespoły trakcyjne. Pierwszy elektryczny zespół trakcyjny wyprodukowano w styczniu 1974 roku. Został wyprodukowany dla podmiejskich pociągów pasażerskich na zelektryfikowanych liniach metra. Elektryczne zespoły trakcyjne pomalowano na kolor żółty. Niektóre zespoły trakcyjne były eksploatowane w metrze ateńskim.